# Acanthophyllum
Acanthophyllum é um género botânico pertencente à família Caryophyllaceae.

## Espécies
Estão descritas 68 espécies:
- Acanthophyllum acerosum Sosn.
- Acanthophyllum aculeatum  Schischk.
- Acanthophyllum adenophorum  Freyn
- Acanthophyllum albidum  Schischk.
- Acanthophyllum andarabicum  Podlech ex Schiman-Czeika
- Acanthophyllum andersenii  Schiman-Czeika
- Acanthophyllum anisocladum  Schiman-Czeika
- Acanthophyllum bilobum  Schiman-Czeika
- Acanthophyllum borsczowii  Litv.
- Acanthophyllum bracteatum  Boiss.
- Acanthophyllum brevibracteatum  Lipsky
- Acanthophyllum caespitosum  Boiss.
- Acanthophyllum chloroleucum  Rech.f. & Aellen
- Acanthophyllum coloratum  (Preobr.) Schischk.
- Acanthophyllum crassifolium  Boiss.
- Acanthophyllum crassinodum  Yukhan. & J.R.Edm.
- Acanthophyllum cyrtostegium  Vved.
- Acanthophyllum diezianum  Hand.-Mazz.
- Acanthophyllum elatius  Bunge
- Acanthophyllum fissicalyx  Rech.f.
- Acanthophyllum glandulosum  Bunge ex Boiss.
- Acanthophyllum gracile  Bunge ex Boiss.
- Acanthophyllum grandiflorum  Stocks
- Acanthophyllum heratense  Schiman-Czeika
- Acanthophyllum heterophyllum  Rech.f.
- Acanthophyllum kabulicum  Schiman-Czeika
- Acanthophyllum kandaharicum  Gilli
- Acanthophyllum khuzistanicum  Schiman-Czeika
- Acanthophyllum knorringianum  Schischk.
- Acanthophyllum korolkowii  Regel & Schmalh.
- Acanthophyllum korshinskyi  Schischk.
- Acanthophyllum krascheninnikovii  Schischk.
- Acanthophyllum kurdicum  Boiss. & Hausskn.
- Acanthophyllum lamondiae  Schiman-Czeika
- Acanthophyllum laxiflorum  Boiss.
- Acanthophyllum laxiusculum  Schiman-Czeika
- Acanthophyllum leucostegium  Schiman-Czeika
- Acanthophyllum lilacinum  Schischk.
- Acanthophyllum longicalyx  Hedge & Wendelbo
- Acanthophyllum macrodon  Edgew.
- Acanthophyllum maimanense  Schiman-Czeika
- Acanthophyllum microcephalum  Boiss.
- Acanthophyllum mikeschinianum  Yukhan. & Kuvaev
- Acanthophyllum mucronatum  C.A.Mey.
- Acanthophyllum oppositiflorum  Aytaç
- Acanthophyllum pachycephalum  Schiman-Czeika
- Acanthophyllum pachystegium  Rech.f.
- Acanthophyllum pleiostegium  Schiman-Czeika
- Acanthophyllum popovii  (Preobr.) Barkoudah
- Acanthophyllum pulcherrimum  Hedge & Wendelbo
- Acanthophyllum pulchrum  Schischk.
- Acanthophyllum pungens  (Bunge) Boiss.
- Acanthophyllum raphiophyllum  (Rech.f.) Barkoudah
- Acanthophyllum recurvum  Regel
- Acanthophyllum sarawschanicum  Golenkin
- Acanthophyllum scapiflorum  (Akhtar) Schiman-Czeika
- Acanthophyllum schugnanicum  (Preobr.) Schischk.
- Acanthophyllum sordidum  Bunge ex Boiss.
- Acanthophyllum speciosum  Schiman-Czeika
- Acanthophyllum spinosum  (Desf.) C.A.Mey.
- Acanthophyllum squarrosum  Boiss.
- Acanthophyllum stenostegium  Freyn
- Acanthophyllum stewartii  (Thomson ex Edgew. & Hook.f.) Barkoudah
- Acanthophyllum stocksianum  Boiss.
- Acanthophyllum subglabrum  Schischk.
- Acanthophyllum tenuifolium  Schischk.
- Acanthophyllum verticillatum  C.A.Mey.
- Acanthophyllum xanthoporphyranthum  Hedge & Wendelbo